# Оскар (кинопремия, 1996)
68-я церемония вручения наград премии «Оскар» за заслуги в области кинематографа за 1995 год состоялась 25 марта 1996 года в зале Dorothy Chandler Pavilion (Лос-Анджелес, Калифорния). Церемонию вела актриса Вупи Голдберг. Список всех номинантов в 24 категориях был оглашён предварительно (13 февраля).
Наибольшее число наград собрал фильм Мела Гибсона «Храброе сердце»: он победил в пяти категориях из десяти, в которых был номинирован. В том числе в этом году ему досталось и звание лучшего фильма. Однако в 2005 году в рейтинге фильмов-самых незаслуженных лауреатов «Оскара», составленном журналом Empire, лента «Храброе сердце» была названа худшим победителем за всю историю существования премии.
Композитор Джеймс Хорнер был номинирован одновременно за музыку к двум драматическим фильмам — «Храброму сердцу» и «Аполлону-13». Но в категории всё же победил не он, а Луис Энрикес Бакалов за своё музыкальное сопровождение к кинокартине «Почтальон».
Почётными «Оскарами» отметили Кирка Дугласа (с формулировкой «за пятьдесят лет творческих и моральных усилий в кинематографическом сообществе») и Чака Джонса (с формулировкой «за создание классических мультфильмов, которые более полувека дарили радость всему миру»). Премией за особые достижения был награждён Джон Лассетер как руководитель съёмочной группы, создавшей первый полнометражный мультфильм с использованием только компьютерной анимации — «Историю игрушек». (Сам мультфильм ни одной статуэтки не завоевал, хотя и был номинирован в трёх категориях.)
На одном из этапов церемонии на сцене появился Кристофер Рив в инвалидной коляске. По инициативе продюсера шоу Куинси Джонса он выступил с обращением к аудитории, в котором просил создавать больше фильмов, затрагивающих социальные проблемы. Это было первое появление Рива на публике после того, как его парализовало в связи с травмой, полученной при падении с лошади.

## Фотогалерея

### Ведущие

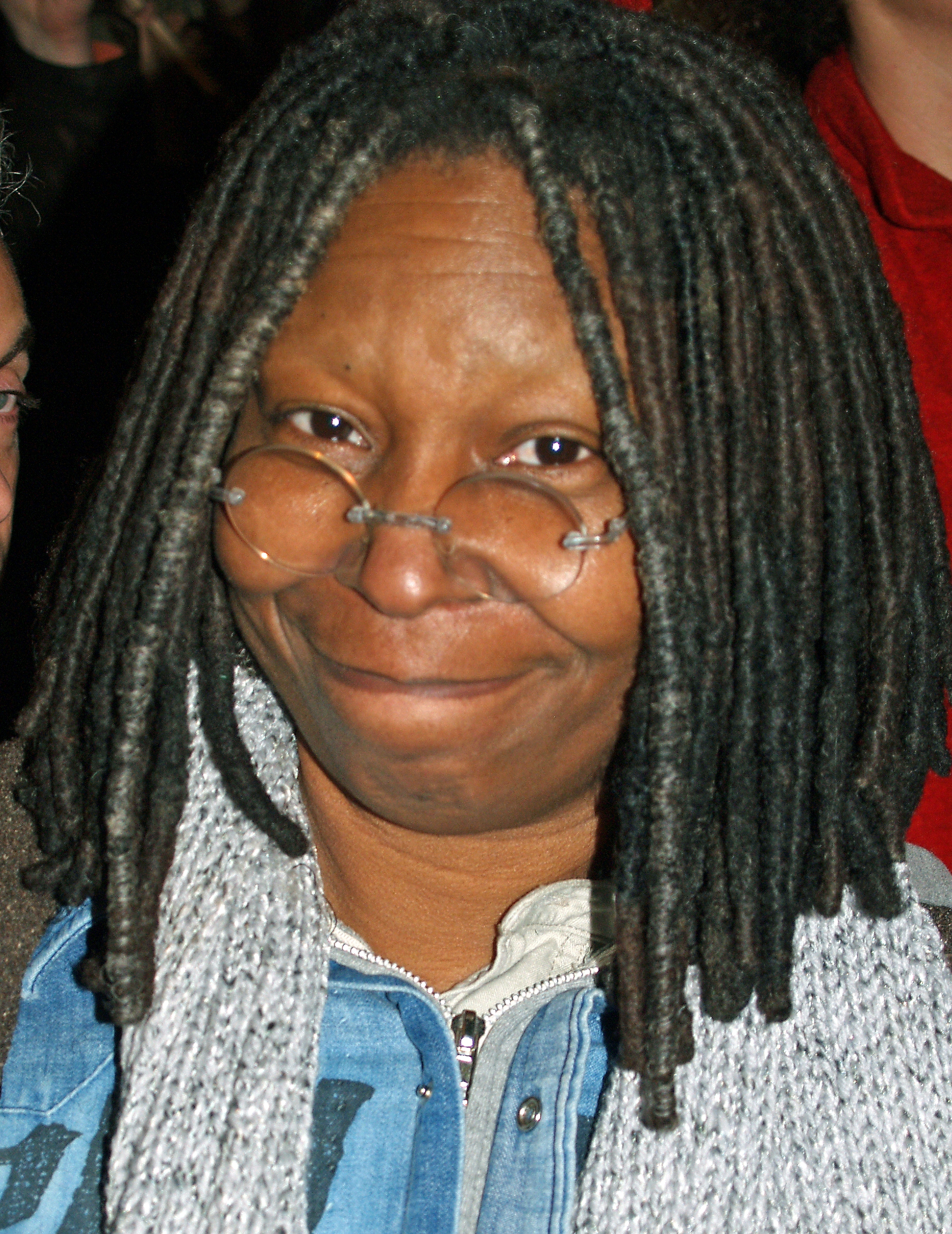
Вупи Голдберг

### Лучшая работа режиссёрская
| Лауреат                       | Номинанты |
| ----------------------------- | --- |
| - Мел Гибсон «Храброе сердце» | - Крис Нунан «Бэйб: Четвероногий малыш» - Тим Роббинс «Мертвец идёт» - Майкл Рэдфорд «Почтальон» - Майк Фиггис «Покидая Лас-Вегас» |

### Лучший актёр
| Лауреат                             | Номинанты |
| ----------------------------------- | --- |
| - Николас Кейдж «Покидая Лас-Вегас» | - Ричард Дрейфус «Опус мистера Холланда» - Энтони Хопкинс «Никсон» - Шон Пенн «Мертвец идёт» - Массимо Троизи «Почтальон» |

### Лучшая актриса
| Лауреат                          | Номинанты |
| -------------------------------- | --- |
| - Сьюзан Сэрэндон «Мертвец идёт» | - Элизабет Шу «Покидая Лас-Вегас» - Шэрон Стоун «Казино» - Мерил Стрип «Мосты округа Мэдисон» - Эмма Томпсон «Разум и чувства» |

### Лучший актёр второго плана
| Лауреат                              | Номинанты |
| ------------------------------------ | --- |
| - Кевин Спейси «Подозрительные лица» | - Джеймс Кромвелл «Бэйб: Четвероногий малыш» - Эд Харрис «Аполлон-13» - Брэд Питт «12 обезьян» - Тим Рот «Роб Рой» |

### Лучшая актриса второго плана
| Лауреат                           | Номинанты |
| --------------------------------- | --- |
| - Мира Сорвино «Великая Афродита» | - Мэр Уиннингем «Джорджия» - Кейт Уинслет «Разум и чувства» - Джоан Аллен «Никсон» - Кэтлин Куинлан «Аполлон-13» |

## Список лауреатов и номинантов
Здесь приведён полный список номинантов.
В конкурсе было номинировано 35 полнометражных художественных фильма и два мультфильма. Из них двенадцать картин получили награды:
Число наград / общее число номинаций
- 5/10: «Храброе сердце»
- 2/9: «Аполлон-13»
- 2/2: «Покахонтас»
- 2/2: «Подозрительные лица»
- 2/2: «Королевская милость»
- 1/7: «Разум и чувства»
- 1/7: «Бэйб: Четвероногий малыш»
- 1/5: «Почтальон»
- 1/4: «Покидая Лас-Вегас»
- 1/4: «Мертвец идёт»
- 1/2: «Великая Афродита»
- 1/1: «Антония»

Номинированные фильмы, которые наград не завоевали:
Число номинаций
- 4: «Никсон»
- 3: «Бэтмен навсегда», «История игрушек» и «Багровый прилив»
- 2: «12 обезьян», «Маленькая принцесса», «Ричард III» и «Сабрина»
- 1: «Американский президент», «Водный мир», «Джорджия», «Дон Жуан де Марко», «Звездодел», «Казино», «Мосты округа Мэдисон», «Моя семья», «Опус мистера Холланда», «Пыль жизни», «Роб Рой», «Семь», «Соседи по комнате», «Сумасшедшие герои», «Цветения пора», «Четвёрка», «Шанхайская триада»

### Основные категории
Победители выделены отдельным цветом. 
| Категории                                                    | Лауреаты и номинанты                                                                                              | Лауреаты и номинанты                                                 |
| ------------------------------------------------------------ | --- | -------------------------------------------------------------------- |
| Лучший фильм Награду вручал Сидни Пуатье                     | • Храброе сердце (продюсеры: Мел Гибсон, Алан Лэдд мл. и Брюс Дэйви)                                              | • Храброе сердце (продюсеры: Мел Гибсон, Алан Лэдд мл. и Брюс Дэйви) |
| Лучший фильм Награду вручал Сидни Пуатье                     | • Аполлон-13 (продюсер: Брайан Грейзер)                                                                           |                                                                      |
| Лучший фильм Награду вручал Сидни Пуатье                     | • Бэйб: Четвероногий малыш (продюсеры: Джордж Миллер, Даг Митчелл и Билл Миллер)                                  |                                                                      |
| Лучший фильм Награду вручал Сидни Пуатье                     | • Почтальон (продюсеры: Марио Чекки Гори (посмертно), Витторио Чекки Гори и Гаэтано Даниэль)                      |                                                                      |
| Лучший фильм Награду вручал Сидни Пуатье                     | • Разум и чувства (продюсер: Линдсэй Доран)                                                                       |                                                                      |
| Лучшая режиссёрская работа Награду вручал Роберт Земекис     | | • Мел Гибсон — «Храброе сердце»                                      |
| Лучшая режиссёрская работа Награду вручал Роберт Земекис     | • Тим Роббинс — «Мертвец идёт»                                                                                    |                                                                      |
| Лучшая режиссёрская работа Награду вручал Роберт Земекис     | • Майк Фиггис — «Покидая Лас-Вегас»                                                                               |                                                                      |
| Лучшая режиссёрская работа Награду вручал Роберт Земекис     | • Майкл Рэдфорд — «Почтальон»                                                                                     |                                                                      |
| Лучшая режиссёрская работа Награду вручал Роберт Земекис     | • Крис Нунан — «Бэйб: Четвероногий малыш»                                                                         |                                                                      |
| Лучший актёр Награду вручала Джессика Лэнг                   | | • Николас Кейдж — «Покидая Лас-Вегас»                                |
| Лучший актёр Награду вручала Джессика Лэнг                   | • Ричард Дрейфус — «Опус мистера Холланда»                                                                        |                                                                      |
| Лучший актёр Награду вручала Джессика Лэнг                   | • Энтони Хопкинс — «Никсон»                                                                                       |                                                                      |
| Лучший актёр Награду вручала Джессика Лэнг                   | • Шон Пенн — «Мертвец идёт»                                                                                       |                                                                      |
| Лучший актёр Награду вручала Джессика Лэнг                   | • Массимо Троизи (посмертно) — «Почтальон»                                                                        |                                                                      |
| Лучшая актриса Награду вручал Том Хэнкс                      | | • Сьюзан Сарандон — «Мертвец идёт»                                   |
| Лучшая актриса Награду вручал Том Хэнкс                      | • Элизабет Шу — «Покидая Лас-Вегас»                                                                               |                                                                      |
| Лучшая актриса Награду вручал Том Хэнкс                      | • Шэрон Стоун — «Казино»                                                                                          |                                                                      |
| Лучшая актриса Награду вручал Том Хэнкс                      | • Мерил Стрип — «Мосты округа Мэдисон»                                                                            |                                                                      |
| Лучшая актриса Награду вручал Том Хэнкс                      | • Эмма Томпсон — «Разум и чувства»                                                                                |                                                                      |
| Лучший актёр второго плана Награду вручала Дайан Уист        | | • Кевин Спейси — «Подозрительные лица»                               |
| Лучший актёр второго плана Награду вручала Дайан Уист        | • Джеймс Кромвелл — «Бэйб: Четвероногий малыш»                                                                    |                                                                      |
| Лучший актёр второго плана Награду вручала Дайан Уист        | • Эд Харрис — «Аполлон-13»                                                                                        |                                                                      |
| Лучший актёр второго плана Награду вручала Дайан Уист        | • Брэд Питт — «12 обезьян»                                                                                        |                                                                      |
| Лучший актёр второго плана Награду вручала Дайан Уист        | • Тим Рот — «Роб Рой»                                                                                             |                                                                      |
| Лучшая актриса второго плана Награду вручал Мартин Ландау    | | • Мира Сорвино — «Великая Афродита»                                  |
| Лучшая актриса второго плана Награду вручал Мартин Ландау    | • Мэр Уиннингем — «Джорджия»                                                                                      |                                                                      |
| Лучшая актриса второго плана Награду вручал Мартин Ландау    | • Кейт Уинслет — «Разум и чувства»                                                                                |                                                                      |
| Лучшая актриса второго плана Награду вручал Мартин Ландау    | • Джоан Аллен — «Никсон»                                                                                          |                                                                      |
| Лучшая актриса второго плана Награду вручал Мартин Ландау    | • Кэтлин Куинлан — «Аполлон-13»                                                                                   |                                                                      |
| Лучший оригинальный сценарий Награду вручала Сьюзан Сэрэндон | | • «Подозрительные лица» — Кристофер Маккуорри                        |
| Лучший оригинальный сценарий Награду вручала Сьюзан Сэрэндон | • «Храброе сердце» — Рэндалл Уоллес                                                                               |                                                                      |
| Лучший оригинальный сценарий Награду вручала Сьюзан Сэрэндон | • «Великая Афродита» — Вуди Аллен                                                                                 |                                                                      |
| Лучший оригинальный сценарий Награду вручала Сьюзан Сэрэндон | • «Никсон» — Стивен Ривель, Кристофер Уилкинсон и Оливер Стоун                                                    |                                                                      |
| Лучший оригинальный сценарий Награду вручала Сьюзан Сэрэндон | • «История игрушек» — Джосс Уидон, Эндрю Стэнтон, Джоэл Коэн, Алек Соколов, Джон Лассетер, Пит Доктер и Джо Рэнфт |                                                                      |
| Лучший адаптированный сценарий Награду вручал Энтони Хопкинс | | • «Разум и чувства» — Эмма Томпсон                                   |
| Лучший адаптированный сценарий Награду вручал Энтони Хопкинс | • «Аполлон-13» — Уильям Бройлз мл. и Эл Рейнерт                                                                   |                                                                      |
| Лучший адаптированный сценарий Награду вручал Энтони Хопкинс | • «Бэйб: Четвероногий малыш» — Джордж Миллер и Крис Нунан                                                         |                                                                      |
| Лучший адаптированный сценарий Награду вручал Энтони Хопкинс | • «Покидая Лас-Вегас» — Майк Фиггис                                                                               |                                                                      |
| Лучший адаптированный сценарий Награду вручал Энтони Хопкинс | • «Почтальон» — Анна Павиньяно, Майкл Рэдфорд, Фурио Скарпелли, Джакомо Скарпелли и Массимо Троизи (посмертно)    |                                                                      |
| Лучший фильм на иностранном языке Награду вручал Мел Гибсон  | • Антония / Antonia (Нидерланды) реж. Марлен Горрис                                                               | • Антония / Antonia (Нидерланды) реж. Марлен Горрис                  |
| Лучший фильм на иностранном языке Награду вручал Мел Гибсон  | • Цветения пора / Lust och fägring stor (Швеция) реж. Бу Видерберг                                                |                                                                      |
| Лучший фильм на иностранном языке Награду вручал Мел Гибсон  | • Пыль жизни / Poussières de vie (Алжир) реж. Рашид Бушареб                                                       |                                                                      |
| Лучший фильм на иностранном языке Награду вручал Мел Гибсон  | • Четвёрка / O Quatrilho (Бразилия) реж. Фабио Баррету                                                            |                                                                      |
| Лучший фильм на иностранном языке Награду вручал Мел Гибсон  | • Фабрика звёзд / L’uomo delle stelle (Италия) реж. Джузеппе Торнаторе                                            |                                                                      |

### Другие категории
| Категории                                                                                      | Лауреаты и номинанты |
| ---------------------------------------------------------------------------------------------- | --- |
| Лучшая музыка к драматическому фильму Награду вручали Шэрон Стоун и Куинси Джонс               | • «Почтальон» — Луис Энрикес Бакалов |
| Лучшая музыка к драматическому фильму Награду вручали Шэрон Стоун и Куинси Джонс               | • «Разум и чувства» — Патрик Дойл |
| Лучшая музыка к драматическому фильму Награду вручали Шэрон Стоун и Куинси Джонс               | • «Аполлон-13» — Джеймс Хорнер |
| Лучшая музыка к драматическому фильму Награду вручали Шэрон Стоун и Куинси Джонс               | • «Храброе сердце» — Джеймс Хорнер |
| Лучшая музыка к драматическому фильму Награду вручали Шэрон Стоун и Куинси Джонс               | • «Никсон» — Джон Уильямс |
| Лучшая музыка к музыкальному или комедийному фильму Награду вручали Шэрон Стоун и Куинси Джонс | • «Покахонтас» — Алан Менкен |
| Лучшая музыка к музыкальному или комедийному фильму Награду вручали Шэрон Стоун и Куинси Джонс | • «Сабрина» — Джон Уильямс |
| Лучшая музыка к музыкальному или комедийному фильму Награду вручали Шэрон Стоун и Куинси Джонс | • «История игрушек» — Рэнди Ньюман |
| Лучшая музыка к музыкальному или комедийному фильму Награду вручали Шэрон Стоун и Куинси Джонс | • «Сумасшедшие герои» — Томас Ньюман |
| Лучшая музыка к музыкальному или комедийному фильму Награду вручали Шэрон Стоун и Куинси Джонс | • «Американский президент» — Марк Шейман                                                                                                  |
| Лучшая песня к фильму Награду вручали Анджела Бассетт и Лоренс Фишберн                         | • Colors of the Wind — «Покахонтас» (музыка: Алан Менкен, слова: Стивен Шварц)                                                            |
| Лучшая песня к фильму Награду вручали Анджела Бассетт и Лоренс Фишберн                         | • Dead Man Walkin’ — «Мертвец идёт» (музыка и слова: Брюс Спрингстин)                                                                     |
| Лучшая песня к фильму Награду вручали Анджела Бассетт и Лоренс Фишберн                         | • Have You Ever Really Loved a Woman — «Дон Жуан де Марко» (музыка и слова: Майкл Кэймен, Брайан Адамс и Роберт Джон Ланг)                |
| Лучшая песня к фильму Награду вручали Анджела Бассетт и Лоренс Фишберн                         | • Moonlight — «Сабрина» (музыка: Джон Уильямс, слова: Алан Бергман и Мэрилин Бергман)                                                     |
| Лучшая песня к фильму Награду вручали Анджела Бассетт и Лоренс Фишберн                         | • You’ve Got a Friend in Me — «История игрушек» (музыка и слова: Рэнди Ньюман)                                                            |
| Лучший монтаж Награду вручали Голди Хоун и Курт Рассел                                         | • «Аполлон-13» — Майк Хилл и Дэн Хэнли |
| Лучший монтаж Награду вручали Голди Хоун и Курт Рассел                                         | • «Бэйб: Четвероногий малыш» — Маркус Д’Арси и Джей Фридкин                                                                               |
| Лучший монтаж Награду вручали Голди Хоун и Курт Рассел                                         | • «Храброе сердце» — Стивен Розенблюм |
| Лучший монтаж Награду вручали Голди Хоун и Курт Рассел                                         | • «Багровый прилив» — Крис Лебензон |
| Лучший монтаж Награду вручали Голди Хоун и Курт Рассел                                         | • «Семь» — Ричард Фрэнсис-Брюс |
| Лучшая операторская работа Награду вручал Джим Керри                                           | • «Храброе сердце» — Джон Толл |
| Лучшая операторская работа Награду вручал Джим Керри                                           | • «Маленькая принцесса» — Эммануэль Любецки                                                                                               |
| Лучшая операторская работа Награду вручал Джим Керри                                           | • «Разум и чувства» — Майкл Коултер |
| Лучшая операторская работа Награду вручал Джим Керри                                           | • «Шанхайская триада» — Люй Юэ |
| Лучшая операторская работа Награду вручал Джим Керри                                           | • «Бэтмен навсегда» — Стивен Голдблатт |
| Лучшая работа художника Награду вручала Эмма Томпсон                                           | • «Королевская милость» — Эугенио Занетти                                                                                                 |
| Лучшая работа художника Награду вручала Эмма Томпсон                                           | • «Ричард III» — Тони Берроу |
| Лучшая работа художника Награду вручала Эмма Томпсон                                           | • «Аполлон-13» — Майкл Коренблит и Меридет Босуэлл                                                                                        |
| Лучшая работа художника Награду вручала Эмма Томпсон                                           | • «Бэйб: Четвероногий малыш» — Роджер Форд и Керри Браун                                                                                  |
| Лучшая работа художника Награду вручала Эмма Томпсон                                           | • «Маленькая принцесса» — Бо Уэлч и Шерил Карасик                                                                                         |
| Лучший дизайн костюмов Награду вручали Пирс Броснан, Наоми Кэмпбелл и Клаудия Шиффер           | • «Королевская милость» — Джеймс Эчисон                                                                                                   |
| Лучший дизайн костюмов Награду вручали Пирс Броснан, Наоми Кэмпбелл и Клаудия Шиффер           | • «Ричард III» — Шуна Харвуд |
| Лучший дизайн костюмов Награду вручали Пирс Броснан, Наоми Кэмпбелл и Клаудия Шиффер           | • «Разум и чувства» — Дженни Беван, Джон Брайт                                                                                            |
| Лучший дизайн костюмов Награду вручали Пирс Броснан, Наоми Кэмпбелл и Клаудия Шиффер           | • «12 обезьян» — Джули Уайсс |
| Лучший дизайн костюмов Награду вручали Пирс Броснан, Наоми Кэмпбелл и Клаудия Шиффер           | • «Храброе сердце» — Чарльз Ноуд |
| Лучший звук Награду вручал Стивен Сигал                                                        | • «Аполлон-13» — Рик Диор, Стив Педерсон, Скотт Миллан и Дэвид Макмиллан                                                                  |
| Лучший звук Награду вручал Стивен Сигал                                                        | • «Бэтмен навсегда» — Дональд Митчелл, Майкл Хербик, Фрэнк Монтаньо и Петур Лиддал                                                        |
| Лучший звук Награду вручал Стивен Сигал                                                        | • «Храброе сердце» — Энди Нельсон, Скотт Миллан, Анна Белмер и Брайан Симмонс                                                             |
| Лучший звук Награду вручал Стивен Сигал                                                        | • «Багровый прилив» — Уильям Каплан, Рик Клайн, Грегори Уокинс и Кевин О’Коннелл                                                          |
| Лучший звук Награду вручал Стивен Сигал                                                        | • «Водный мир» — Стив Маслоу, Грегг Лэндейкер и Кит Уэстер                                                                                |
| Лучший звуковой монтаж Награду вручала Сандра Буллок                                           | • «Храброе сердце» — Лон Бендер и Пер Халлберг                                                                                            |
| Лучший звуковой монтаж Награду вручала Сандра Буллок                                           | • «Багровый прилив» — Джордж Уоттерс II                                                                                                   |
| Лучший звуковой монтаж Награду вручала Сандра Буллок                                           | • «Бэтмен навсегда» — Джон Левек и Брюс Стэмблер                                                                                          |
| Лучшие визуальные эффекты Награду вручал Уилл Смит                                             | • «Бэйб: Четвероногий малыш» — Скотт Андерсон, Чарльз Гибсон, Нил Скэнлан и Джон Кокс                                                     |
| Лучшие визуальные эффекты Награду вручал Уилл Смит                                             | • «Аполлон-13» — Роберт Легато, Майкл Кэнфер, Лесли Эккер и Мэтт Суини                                                                    |
| Лучший грим Награду вручала Алисия Сильверстоун                                                | • «Храброе сердце» — Питер Фрэмптон, Пол Паттисон и Луис Бёрвэлл                                                                          |
| Лучший грим Награду вручала Алисия Сильверстоун                                                | • «Моя семья» — Кен Диас и Марк Санчес |
| Лучший грим Награду вручала Алисия Сильверстоун                                                | • «Соседи по комнате» — Грег Кэнном, Боб Лэден и Коллин Каллахан                                                                          |
| Лучший документальный полнометражный фильм Награду вручали Элизабет Шу и Николас Кейдж         | • «Вспоминая Анну Франк» / Anne Frank Remembered (Джон Блэр)                                                                              |
| Лучший документальный полнометражный фильм Награду вручали Элизабет Шу и Николас Кейдж         | • Битва за «Гражданина Кейна» / The Battle Over Citizen Kane (Томас Леннон, Майкл Эпштейн)                                                |
| Лучший документальный полнометражный фильм Награду вручали Элизабет Шу и Николас Кейдж         | • Маленькие чудеса / Small Wonders (Аллан Миллер, Уолтер Шойер)                                                                           |
| Лучший документальный полнометражный фильм Награду вручали Элизабет Шу и Николас Кейдж         | • Хэнк Аарон: Догоняя мечту / Hank Aaron: Chasing the Dream (Майкл Толлин, Фредерик Голдинг)                                              |
| Лучший документальный полнометражный фильм Награду вручали Элизабет Шу и Николас Кейдж         | • Опасная бухта: Вестерн со Среднего Запада / Troublesome Creek: A Midwestern (Джинн Джордан, Стивен Ашер)                                |
| Лучший документальный короткометражный фильм Награду вручали Элизабет Шу и Николас Кейдж       | • Воспоминания спасшегося / One Survivor Remembers (Кари Антолис)                                                                         |
| Лучший документальный короткометражный фильм Награду вручали Элизабет Шу и Николас Кейдж       | • Джим Дин: Автопортрет на стене / Jim Dine: A Self-Portrait on the Walls (Нэнси Дин, Ричард Стивелл)                                     |
| Лучший документальный короткометражный фильм Награду вручали Элизабет Шу и Николас Кейдж       | • Живой океан / The Living Sea (Грег МакГилври, Алек Лоримор)                                                                             |
| Лучший документальный короткометражный фильм Награду вручали Элизабет Шу и Николас Кейдж       | • Никогда не сдавайся: Одиссея Гелберта Циппера / Never Give Up: The 20th Century Odyssey of Herbert Zipper (Терри Сандерс, Фрида Ли Мок) |
| Лучший документальный короткометражный фильм Награду вручали Элизабет Шу и Николас Кейдж       | • Тень ненависти / The Shadow of Hate (Чарльз Гуггенхейм)                                                                                 |
| Лучший игровой короткометражный фильм Награду вручали Джеки Чан и Карим Абдул-Джаббар          | • Влюблённый Либерман / Lieberman in Love (Кристин Лахти, Яна Сью Мемел)                                                                  |
| Лучший игровой короткометражный фильм Награду вручали Джеки Чан и Карим Абдул-Джаббар          | • Мётлы / Brooms (Люк Крессвелл, Стив Макниколас)                                                                                         |
| Лучший игровой короткометражный фильм Награду вручали Джеки Чан и Карим Абдул-Джаббар          | • Герцог замка Грув / Duke of Groove (Гриффин Данн, Том Колвелл)                                                                          |
| Лучший игровой короткометражный фильм Награду вручали Джеки Чан и Карим Абдул-Джаббар          | • Маленькие сюрпризы / Little Surprises (Джефф Голдблюм, Тикки Голдберг)                                                                  |
| Лучший игровой короткометражный фильм Награду вручали Джеки Чан и Карим Абдул-Джаббар          | • Поездка во вторник утром / Tuesday Morning Ride (Дайанн Хьюстон, Джой Райан)                                                            |
| Лучший анимационный короткометражный фильм Награду вручали Джеки Чан и Карим Абдул-Джаббар     | • Невероятные приключения Уоллеса и Громита: Стрижка «под ноль» / A Close Shave (Ник Парк)                                                |
| Лучший анимационный короткометражный фильм Награду вручали Джеки Чан и Карим Абдул-Джаббар     | • Курица из открытого космоса / The Chicken from Outer Space (Джон Дилворт)                                                               |
| Лучший анимационный короткометражный фильм Награду вручали Джеки Чан и Карим Абдул-Джаббар     | • Конец / The End (Крис Ландрет, Робин Барджер)                                                                                           |
| Лучший анимационный короткометражный фильм Награду вручали Джеки Чан и Карим Абдул-Джаббар     | • Гагарин (Алексей Харитиди) |
| Лучший анимационный короткометражный фильм Награду вручали Джеки Чан и Карим Абдул-Джаббар     | • Сойти с ума / Runaway Brain (Крис Бэйли)                                                                                                |

## Специальные награды
| Награда                                                         | Лауреаты |
| --------------------------------------------------------------- | --- |
| Премия за особые достижения                                     | • Джон Лассетер — за создание первого полнометражного компьютерного анимационного фильма «История игрушек». (for his inspired leadership of the Pixar Toy Story team, resulting in the first feature-length computer-animated film.)                       |
| Премия за выдающиеся заслуги в кинематографе (Почётный «Оскар») | • Кирк Дуглас — за 50 лет творческих и моральных усилий в кинематографическом сообществе. (for fifty years as a creative and moral force in the motion picture community.)                                                                                 |
| Премия за выдающиеся заслуги в кинематографе (Почётный «Оскар») | • Чак Джонс — за создание классических мультфильмов и их персонажей, чьи нарисованные жизни доставляли столько радости в течение более чем полувека. (for the creation of classic cartoons which have brought worldwide joy for more than half a century.) |
| Награда имени Гордона Сойера                                    | • Дональд Роджерс (англ. Donald C. Rogers) |

| - Джон Лассетер | - Кирк Дуглас | - Чак Джонс |